# Terry Hibbitt
Terence Arthur „Terry“ Hibbitt (* 1. Dezember 1947 in Bradford; † 5. August 1994 in Newcastle-upon-Tyne) war ein englischer Fußballspieler. Der temperamentvolle Mittelfeldspieler gewann mit Leeds United 1968 den Messepokal und ein Jahr später die englische Meisterschaft, wurde aber erst beim Folgeklub Newcastle United sowie später Birmingham City zum Stammspieler und Mannschaftskapitän.

## Sportlicher Werdegang
Direkt nach seinem Schulabgang widmete sich Hibbitt einer Karriere als Fußballprofi und im Dezember 1964 unterzeichnete er den ersten diesbezüglichen Vertrag. Er gehörte zu einer äußerst talentierten Jugendmannschaft, in der zudem Spieler wie David Harvey, Mick Bates, Eddie Gray, Jimmy Greenhoff, Peter Lorimer und Rod Belfitt standen. Dem Mittelfeldspieler gelang es fortan jedoch nur selten, in die Stammformation vorzudringen. Die Konkurrenz bestand aus zahlreichen Nationalspielern und Trainer Don Revie fand in ihm zumeist nur Verwendung als Ergänzungsspieler. Bei seinem Debüt am 19. Februar 1966 hatte er dessen ungeachtet auf Anhieb auf sich aufmerksam gemacht, als er nach seiner Einwechslung gegen Nottingham Forest im City Ground mit dem ersten Ballkontakt ein Tor erzielte. Einen weiteren persönlichen Erfolg verzeichnete er im September 1968, als er beim Rückspiel der Finalpartie im Messepokal gegen Ferencváros Budapest in der Startformation stand und dabei half das 1:0 im Hinspiel mit einem 0:0 zu verteidigen – nach gut einer Stunde wurde Mick Bates für ihn eingewechselt. In der Hackordnung befand er sich jedoch zumeist hinter den jeweiligen Stammkräften, die zuerst Albert Johanneson, später Terry Cooper und Michael O’Grady sowie zuletzt Eddie Gray hießen. Seine ertragreichste Zeit war neben seinen Errungenschaften in der Spielzeit 1967/68 zu Beginn der folgenden Saison 1968/69. In dem Jahr, als Leeds die englische Meisterschaft gewann, steuerte Hibbitt zwölf Ligaeinsätze und drei Tore zum Erfolg bei. In den anschließenden zwei Jahren besserte sich seine sportliche Perspektive dadurch jedoch weiter nicht und so bat er 1971 um die Freigabe für einen Vereinswechsel.
Mit dem von Joe Harvey trainierten Newcastle United fand sich ein Interessent und die Ablösesumme betrug 30.000 Pfund. In insgesamt vier Jahren war Hibbitt Stammspieler bei den „Magpies“ und größter Erfolg war 1974 das Erreichen des Endspiels im FA Cup – wenngleich dieses deutlich mit 0:3 gegen den FC Liverpool verloren ging. Gut harmonierte er speziell mit Malcolm Macdonald, der wie Hibbitt am 14. August 1971 gegen Crystal Palace (0:2) für Newcastle debütiert hatte. Erstmals konnte er über längere Strecken seine Stärke demonstrieren, die vor allem in einer guten Technik mit dem linken Fuß lag. Er galt schnell als einer der besten Passspieler und vor allem seine langen Bälle waren von hoher Genauigkeit geprägt. Zwar wirkte er körperlich stets ein wenig fragil, aber im Spiel zeigte er sich zumeist sehr ausdauernd. Das Konterspiel von Newcastle war maßgeblich auf Hibbitt ausgelegt, da er häufig nach gegnerischen Angriffen aus der Tiefe der eigenen Hälfte angespielt wurde und unmittelbar mit langen Pässen versuchte, Stürmer Macdonald in Position zu setzen. Dieses einfache Muster führte häufig zu Toren, darunter der zweite Treffer im 1974er FA-Cup-Halbfinale gegen den FC Burnley (2:0). Nachteilig wirkte sich für Offensivspieler Hibbitt jedoch die geringe eigene Torquote aus und in 138 Ligapartien standen gerade einmal sieben Treffer zu Buche. Ein weiteres Problem war Hibbitts Temperament, wodurch er sich häufig mit Gegenspielern, Schiedsrichtern und gar eigenen Teamkollegen zu streiten pflegte. Dementsprechend verlief auch sein Abgang aus Newcastle nicht lautlos. Newcastle hatte gerade mit 2:3 bei Derby County verloren, als Hibbitt seine Fußballschuhe nach dem Duschen auf einem Müllhaufen wiederfand. Trainer Gordon Lee setzte ihn schließlich davon in Kenntnis, dass er einem Transfer zu Birmingham City zugestimmt hatte und dass ihn Birminghams Trainer Freddie Goodwin zu sprechen wünschte. Die Irritationen endeten für Hibbitt an dem Tag damit, dass Newcastles Mannschaftsbus ohne ihn zur Rückfahrt antrat.
Der Wechsel nach Birmingham kam schließlich im September 1975 zustande und die Ablösesumme betrug 100.000 Pfund. In neuer Umgebung lernte Hibbitt sein Temperament zu zügeln, was auch daran lag, dass man ihm die Aufgabe des Mannschaftskapitäns übertrug. In drei Jahren absolvierte er für die „Blues“ weitere 110 Ligapartien, bevor er im Mai 1978 zu Newcastle United zurückkehrte. Der Rücktransfer zu den Magpies beinhaltete ein Tauschgeschäft mit Stewart Barrowclough, der in die entgegengesetzte Richtung wechselte. Newcastle war mittlerweile aus der höchsten englischen Spielklasse abgestiegen und gleichsam Lee als auch Macdonald hatten den Verein verlassen. Hibbitt nahm auch hier die Rolle des Mannschaftskapitäns wahr, aber der angestrebte Wiederaufstieg sollte nicht gelingen. Zusätzlich hatte Hibbitt unter Knieproblemen zu leiden, die ihn letztlich 1981 zur Beendigung seiner Profilaufbahn veranlassten – jenseits des Sports betrieb Hibbitt einen Zeitschriftladen sowie später eine Gaststätte. Im unterklassigen Amateurfußball absolvierte Hibbitt zwischen 1981 und 1986 insgesamt 130 Pflichtspiele für den FC Gateshead und von Mai bis Oktober 1986 war er dazu kurzzeitig Trainer der Mannschaft. Anschließend nahm Hibbitt, dessen Bruder Kenny ebenfalls den Weg in den Profifußball gefunden hatte, eine Assistentenstelle bei Durham City an.
Im Alter von nur 46 Jahren starb Hibbitt am 5. August 1994 an den Folgen einer Krebserkrankung.

## Titel/Auszeichnungen
- Englische Meisterschaft (1): 1969
- Messepokal (1): 1968